# 库纳·彼得
库纳·彼得（匈牙利語：Kuna Péter，1965年7月27日—），匈牙利男子水球运动员。他曾代表匈牙利国家队参加1988年、1992年和1996年夏季奥林匹克运动会水球比赛，最好名次为1996年奥运会的第四名。